# Donji Hrastovac
Donji Hrastovac falu Horvátországban, Sziszek-Monoszló megyében. Közigazgatásilag Sunjához tartozik.

## Fekvése
Sziszek városától légvonalban 23, közúton 32 km-re délkeletre, községközpontjától 5 km-re délre, a Sunja-mező északnyugati szélén fekszik. 

## Története
Hrastovac első írásos említése 1400-ban történt „possessio Karasth” néven. 1486-ban „Harasth”, 1526-ban „possessio Hrasthye ad Blynyawywar” alakban szerepel a korabeli forrásokban. 1556-ban miután Kostajnica vára elesett ez a terület is török kézre került. Az állandó harcok elől a lakosság a biztonságosabb Nyugat-Magyarországra, főként a mai Burgenland területére menekült, mások török fogságba estek. Az 1683 és 1699 között zajlott felszabadító harcokat a karlócai béke zárta le, melynek eredményeként a török határ az Una folyóhoz került vissza. Sunja térsége 1687-ben szabadult fel a török uralom alól. A kiürült területre hamarosan megkezdődött a keresztény lakosság betelepítése.
Az osztrák generálisok védelmi célból a török határövezetből érkezett pravoszláv vlachokat, köznevükön martalócokat telepítettek be, akik korábban török szolgálatban a horvát falvak és városok fosztogatását végezték. Ezzel lényegesen megváltoztatták e vidék etnikai összetételét. A falu 1773-ban az első katonai felmérés térképén „Dorf Hrasztovacz” néven szerepel. A település a 19. század első felében válik két részre Donji és Gornji Hrastovacra. Donji Hrastovacnak 1857-ben 574, 1910-ben 831 lakosa volt. Zágráb vármegye Kostajnicai járásához tartozott. A délszláv háború előtt lakosságának 79%-a szerb, 13%-a horvát nemzetiségű volt. 1991. június 25-én a független Horvátország része lett. A délszláv háború idején szerb lakossága a JNA erőihez csatlakozott. A Krajinai Szerb Köztársasághoz tartozott. A falut 1995. augusztus 5-én a Vihar hadművelettel foglalta vissza a horvát hadsereg. A szerb lakosság nagy része elmenekült. A településnek 2011-ben 217 lakosa volt.

## Népesség
| Lakosság változása | Lakosság változása | Lakosság változása | Lakosság változása | Lakosság változása | Lakosság változása | Lakosság változása | Lakosság változása | Lakosság változása | Lakosság változása | Lakosság változása | Lakosság változása | Lakosság változása | Lakosság változása | Lakosság változása | Lakosság változása |
| ------------------ | ------------------ | ------------------ | ------------------ | ------------------ | ------------------ | ------------------ | ------------------ | ------------------ | ------------------ | ------------------ | ------------------ | ------------------ | ------------------ | ------------------ | ------------------ |
| 1857               | 1869               | 1880               | 1890               | 1900               | 1910               | 1921               | 1931               | 1948               | 1953               | 1961               | 1971               | 1981               | 1991               | 2001               | 2011               |
| 574                | 618                | 596                | 738                | 772                | 831                | 826                | 868                | 608                | 636                | 606                | 541                | 489                | 440                | 240                | 217                |